# Dido abandonada (Terradellas)
Dido abandonada (título original en italiano, Didone abbandonata) es una ópera en tres actos del compositor español Domènec Terradellas (Barcelona, 1713 – Roma, 1751) con libreto en italiano de Pietro Metastasio, cuyo estreno tuvo lugar en el Teatro Regio de Turín, el 17 de enero de 1750. 

## Antecedentes
El libreto de Didone abandonata fue escrito por Metastasio para que fuera utilizado por el compositor italiano Domenico Natale Sarro para componer una ópera homónima en tres actos, cuyo estreno tuvo lugar en el Teatro San Bartolomé de Nápoles, el 1 de febrero de 1724. Posteriormente a Sarro fueron más de 70 los compositores que crearon óperas sobre el mismo libreto, entre ellos Händel, Hasse, Paisiello o Päer, siendo el último Carl Gottlieb Reissiger cuya Dido se estrenó en Dresde justo 100 años después, en 1824.

## Libreto
Las fuentes a las que acudió Metastasio para escribir el libreto fueron La Eneida  y  Los Fastos  de los poetas romanos Virgilio y Ovidio respectivamente.

El libreto es el segundo de la producción de Metastasio, estando comprendido entre Siface, re di Numidia  (1723) y  Siroe, re di Persia (1726).

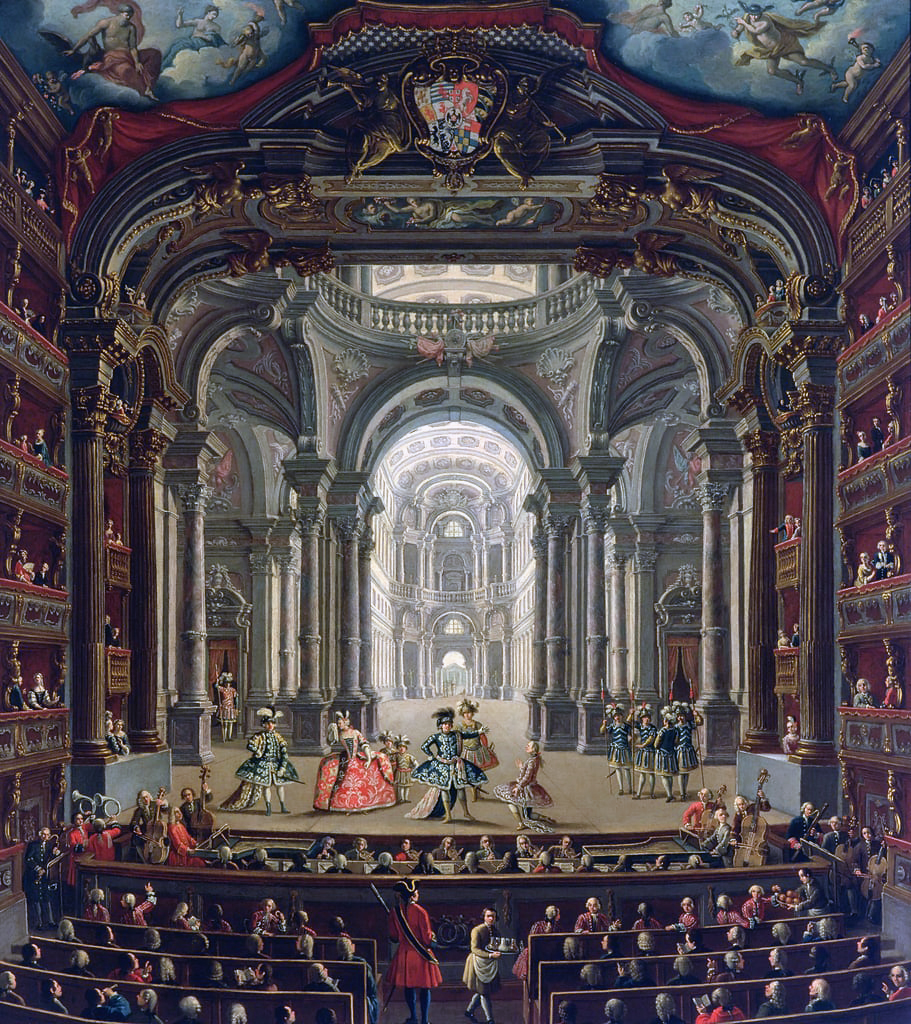
Teatro Regio (Turín) Óleo sobre lienzo de Pietro Domenico Olivero, (c 1752)

## Personajes
| Personaje                                         | Tesitura    | Reparto el 17 de enero de 1750 Director: Giovanni Battista Somis |
| ------------------------------------------------- | ----------- | ---------------------------------------------------------------- |
| Dido, reina de Cartago.                           | soprano     | Barbara Stabili Scarlatti                                        |
| Eneas, héroe troyano.                             | sopranista  | Pietro Moriggi                                                   |
| Jarbas, rey moro bajo el nombre de Arbace.        | tenor       | Gaetano Ottani                                                   |
| Selene, hermana de Dido y amante oculta de Eneas. | soprano     | Teresa Mazzola / Felicità Suardi                                 |
| Osmida, confidente de Dido.                       | contratenor | Nicola Peretti                                                   |
| Araspe, confidente de Jarbas y amante de Selene.  | contratenor | Giuseppe Poma                                                    |

Escenografía: Giovanni Battista Crosato y Gerolamo Mengozzi Colonna
Música: Domènec Terradellas, maestro de Cappella Napolitano.

## Escena[1]
ACTO PRIMERO
Magnífico sitio para las audiencias públicas con el trono a un lado. En el patio se encuentra el templo de Neptuno con una estatua.
ACTO SEGUNDO
Casa Real con mesa de centro y sillas de tocador
ACTO TERCERO
Paseo de árboles que conducen al puerto de mar donde están los barcos, con vista a la ciudad de Cartago, que después se incendia.
INVENTORES Y PINTORES DE LA ESCENA
Gio Battista Crosati y Mengozzi Colonna.
VESTUARIO
Francesco Mainino

## Argumento

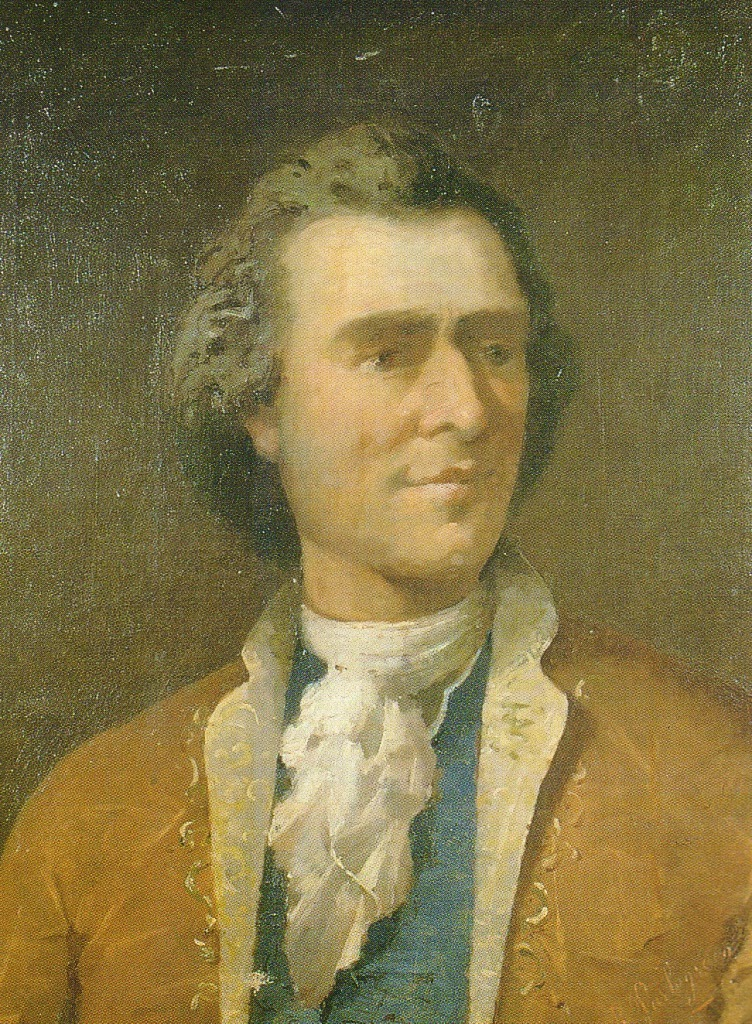
Domènec Terradellas Retrato de Beniamino Parlagreco, 1885

La acción se desarrolla en Cartago. 

Dido, viuda de Siqueo, tras serle asesinado el marido por su hermano Pigmalión, rey de Tiro, huyó con inmensas riquezas a África donde, comprando suficiente territorio, fundó Cartago. 

Fue allí solicitada como esposa por muchos, particularmente por Jarbas, rey de los moros, rehusando siempre, pues decía querer guardar fidelidad a las cenizas del extinto cónyuge. 

Mientras tanto, el troyano Eneas, habiendo sido destruida su patria por los griegos, cuando se dirigía a Italia fue arrastrado por una tempestad hasta las orillas de África, siendo allí recogido y cuidado por Dido, la cual se enamoró de él ardientemente; pero mientras éste se complacía y se demoraba en Cartago por el cariño de la misma, los dioses le ordenaron que abandonara aquel cielo y que continuara su camino hacia Italia donde le prometieron que habría de resurgir una nueva Troya. Él partió, y Dido, desesperadamente, después de haber intentado en vano retenerlo, se suicidó.

Todo esto lo cuenta Virgilio, uniendo el tiempo de la fundación de Cartago a los errores de Eneas, en un bello anacronismo. 

Ovidio, en el tercer libro de sus Fastos, recoge que Jarbas se apoderó de Cartago tras la muerte de Dido, y que Ana, hermana de la misma, a la que llamaremos Selene, estaba ocultamente enamorada de Eneas. 

Por comodidad de la representación se finge que Jarbas, atraído por ver a Dido, se introduce en Cartago como embajador de sí mismo, bajo el nombre de Arbace. 

## Influencia
Metastasio tuvo gran influencia sobre los compositores de ópera desde principios del siglo XVIII a comienzos del siglo XIX. Los teatros de más renombre representaron en este período obras del ilustre italiano, y los compositores musicalizaron los libretos que el público esperaba ansioso. Didone abbandonata fue utilizada por más de 70 compositores para componer otras tantas óperas de las que casi ninguna de ellas ha sobrevivido al paso del tiempo.